# Landtagswahl in Schleswig-Holstein 1975
- SPD: 30
- SSW: 1
- FDP: 5
- CDU: 37

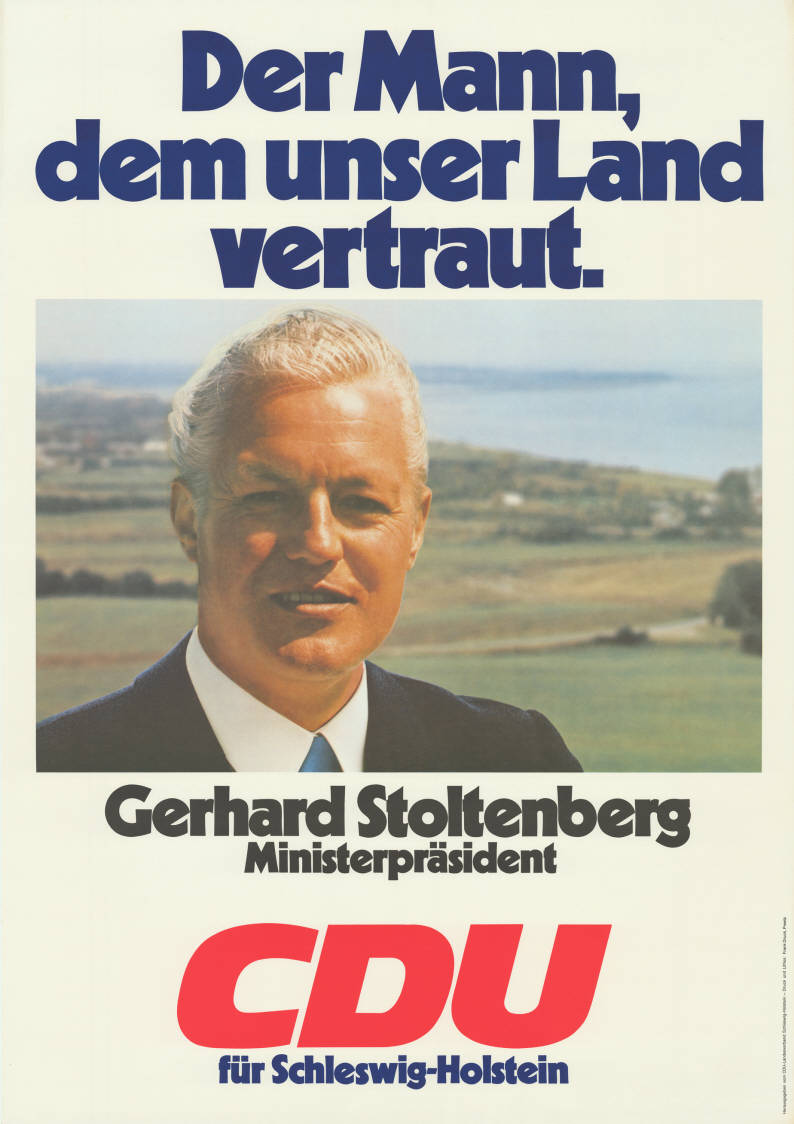
Wahlplakat der CDU mit Ministerpräsident Stoltenberg

Die 8. Landtagswahl in Schleswig-Holstein fand am 13. April 1975 statt. Ministerpräsident Gerhard Stoltenberg stellte sich erstmals der Wiederwahl und wurde dabei zum ersten Mal von Klaus Matthiesen, SPD-Fraktionschef und Oppositionsführer seit 1973, herausgefordert.

## Vorherige Landtagswahl
Bei der Landtagswahl 1971 hatte die CDU erstmals die absolute Mehrheit im Land errungen, die sie bei dieser Wahl nunmehr verteidigen wollte. Die SPD unter Jochen Steffen konnte die Regierung nicht übernehmen. Daraufhin zog sich Steffen nach seiner zweiten Niederlage aus der Politik zurück und machte Platz für seinen Nachfolger Matthiesen. Der von der Fünf-Prozent-Hürde befreite Südschleswigsche Wählerverband (SSW) war mit einem Abgeordneten im Landtag vertreten.

## Wahlergebnis
Bei der Landtagswahl waren 1.840.596 Wähler berechtigt ihre Stimme abzugeben. Davon wählten 1.514.646 Personen, was einer Wahlbeteiligung von 82,29 % entspricht. Die Verteilung der gültigen Stimmen (insgesamt 1.504.683) auf die angetretenen Parteien ergab folgendes Resultat:
| Partei         | Stimmen   | Anteil in % | Direkt- man- date | Sitze |
| -------------- | --------- | ----------- | ----------------- | ----- |
| CDU            | 758.227   | 50,39       | 36                | 37    |
| SPD            | 603.360   | 40,10       | 8                 | 30    |
| FDP            | 107.042   | 7,11        |                   | 5     |
| SSW            | 20.703    | 1,38        |                   | 1     |
| NPD            | 8.123     | 0,54        |                   |       |
| DKP            | 5.926     | 0,39        |                   |       |
| KPD            | 699       | 0,05        |                   |       |
| DMP            | 472       | 0,03        |                   |       |
| Einzelbewerber | 131       | 0,01        |                   |       |
| Total          | 1.504.683 |             | 44                | 73    |

Die CDU konnte die absolute Mehrheit bei leichten Verlusten verteidigen. Die SPD erlitt ebenfalls leichte Verluste, während die FDP ihr Ergebnis fast verdoppelte und mit 7,1 Prozent der Stimmen in den Landtag zurückkehrte. Der SSW konnte sein Ergebnis von 1,4 Prozent halten und blieb weiterhin mit einem Abgeordneten im Landtag vertreten.